# Bastei Lübbe
Bastei Lübbe — крупное издательство жанровой литературы, бульварных журналов и нон-фикшн литературы на немецком языке. Базируется в Кёльне, Германия. По состоянию на 2010 год являлось крупнейшим независимым книжным издательством в Германии и претендует на звание одного из трёх крупнейших издателей аудиокниг в Германии.

## История

Логотип Verlagsgruppe Lübbe

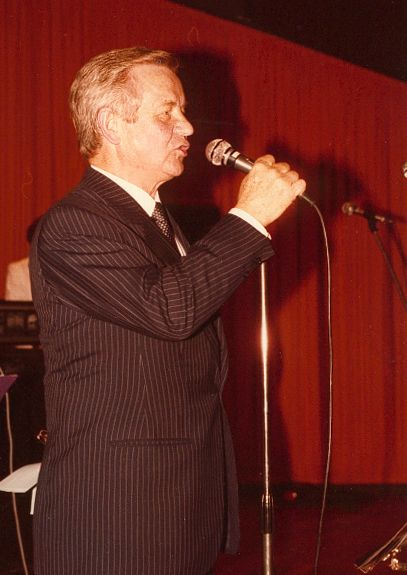
Основатель компании Густав Люббе (1981)

Компания была основана в 1953 году редактором газеты Густавом Х. Люббе; это было неплатёжеспособное кёльнское издательство Bastei-Verlag. Затем компания сменила название на Bastei-Verlag Gustav H. Lübbe, а затем на Verlagsgruppe Lübbe в 2000 году, а затем на Bastei Lübbe в 2010 году.
Bastei Lübbe отвечала за выпуск книги Дэна Брауна «Код да Винчи» на немецком языке и в 2013 году начала выпускать на рынки публикации электронных книг на английском, испанском и китайском языках. Компания вышла на Франкфуртскую фондовую биржу 8 октября 2013 года, а в мае 2014 года она приобрела 51% контрольного пакета акций Daedalic Entertainment, немецкого разработчика и издателя видеоигр, базирующегося в Гамбурге.
В июле 2016 года журнал деловых новостей Wirtschaftswoche сообщил, что Bastei Lübbe получила высокую балансовую прибыль за счёт двух сделок с долей Daedalic и предполагаемой подставной компанией. Затем цена акций рухнула примерно на 20 процентов, и наблюдательный совет Bastei Lübbe AG ушёл в отставку в полном составе. Компания объявила, что исправит балансовые отчёты за 2014/15 и 2015/16 финансовые годы, что уменьшит прибыль до вычета процентов, налогов, износа и амортизации примерно на 40 и 50 процентов соответственно. В сентябре 2017 года генеральный директор Томас Ширак был снят с должности, а в ноябре 2017 года его заменил Карел Халф из издательства Weltbild. Халф продал книжный оптовый магазин Buchpartner и холдинги на онлайн-платформах, что привело к потере 50 рабочих мест, и сосредоточился на основном книжном бизнесе. После убытков в 16,4 миллиона евро он получил небольшую прибыль группы. В октябре 2019 года голландец объявил о своём уходе, поскольку его контракт истекает в конце 2020 года. Дирк Россманн, аптечный предприниматель и автор бестселлеров «Девятая рука осьминога» (2020) и «Гнев осьминога» (2021), опубликованных Bastei Lübbe, был третьим по величине акционером в 2021 году и увеличил свою долю до 15,14% в марте 2022 года.